# Laires
Laires település Franciaországban, Pas-de-Calais megyében. Lakosainak száma 368 fő (2022. január 1.). Laires Fléchin, Beaumetz-lès-Aire, Bomy, Febvin-Palfart, Lisbourg és Prédefin községekkel határos.

## Népesség
A település népességének változása:
| Lakosok száma | 369  | 363  | 364  | 364  | 368  | 369  | 369  | 368  | 368  |
|               | 2013 | 2015 | 2016 | 2017 | 2018 | 2019 | 2020 | 2021 | 2022 |